# Легенда № 17
«Леге́нда № 17» — российский полнометражный художественный фильм 2013 года производства студии «ТриТэ», поставленный режиссёром Николаем Лебедевым. Основан на реальных событиях и рассказывает о восхождении к славе советского хоккеиста Валерия Харламова и первом матче «Суперсерии СССР — Канада» 1972 года.
Премьера картины состоялась 18 апреля 2013 года в Москве в кинотеатре «Октябрь».
29 января 2014 года фильм был удостоен шести премий «Золотой орёл» за 2013 год, в том числе стал победителем в категории «Лучший игровой фильм года».

## Сюжет
В фильме рассказывается о становлении советского хоккеиста Валерия Харламова.
Фильм открывают яркие воспоминания 1956 года о детских переживаниях во время забега быков в Испании, откуда была родом мама Харламова. Затем действие переносится в Москву, в 1967 год, где молодой хоккеист знакомится со знаменитым тренером Анатолием Тарасовым, который отправляет Валерия вместе с его другом Александром Гусевым в город Чебаркуль Челябинской области, где им предстоит выступать за местную «Звезду». Преодолев сложности адаптации в команде низшей лиги, Валерий показывает результативный хоккей и в конце сезона возвращается в Москву, где Тарасов приглашает его присоединиться к ЦСКА, но на первых порах проверяет характер Харламова и его способность полностью отдавать свою жизнь хоккею.
Харламов проходит все испытания Тарасова и постепенно становится одним из ведущих нападающих ЦСКА, а затем и сборной СССР. Тренер создаёт тройку нападения Михайлов—Петров—Харламов. Параллельно вокруг Тарасова плетёт интриги куратор хоккея из ЦК КПСС Эдуард Михайлович Балашов, сына которого тренер когда-то отчислил из команды. Балашов пытается перетянуть Харламова на свою сторону, акцентируя внимание на излишней жёсткости Тарасова, но хоккеист отказывается подписывать какие-либо бумаги против своего тренера (впоследствии Харламов расскажет всё Тарасову, но тот скажет Харламову, что он и так всё знал).
На фоне развития хоккейной карьеры Харламова показана и история его знакомства и любви с Ириной Смирновой, которая старается поддержать хоккеиста в трудные моменты.
После скандального матча между сборной СССР и «Спартаком», когда Тарасов в знак протеста против судейства увёл сборную со льда, расстроенный Харламов попадает в аварию и серьёзно травмирует ногу (в фильме этот эпизод биографии хоккеиста переставлен на 4 года ранее). После операции Валерий начинает разрабатывать ногу с тем, чтобы как можно скорее вернуться на лёд, так как на 1972 год назначена первая в истории серия товарищеских встреч сборной СССР со сборной канадских профессионалов. Превозмогая боль, Харламов начинает тренироваться, и новый тренер сборной Всеволод Бобров, назначенный вместо Анатолия Тарасова, включает Валерия в состав команды, улетающей на игры в Канаду. Тарасов приходит проводить команду в аэропорт и говорит напутственные слова Харламову.
Советские хоккеисты прилетают в Монреаль. Канадцы уверены в победе своей команды и всячески пытаются доказать это СССР: на пресс-конференции канадский журналист заявляет, что в случае победы советской команды съест вечерний выпуск газеты, а на телешоу два лидера канадской сборной Фил Эспозито и Бобби Кларк намекают, что у советской команды нет шансов на победу. Наконец, перед самим матчем Боброву под дверь номера кладут газету с карикатурой, где советские хоккеисты в виде «сопливого» ученика учатся играть в хоккей у канадского «учителя».
2 сентября 1972 года. Начинается матч. Канадцы выигрывают вбрасывание и уже через полминуты открывают счёт в матче. На шестой минуте счёт 2:0. Но вскоре сборная СССР сравнивает счёт, а во втором периоде Харламов выводит команду вперёд 3:2. Свою вторую шайбу Валерий забросил, накрутив нескольких соперников, после этого гола все зрители аплодируют Харламову стоя. В перерыве тренер канадцев говорит своим подопечным, что это не матч, а война, и с этим «номером семнадцатым» надо разобраться. Во время игры Бобби Кларк с размаху бьёт Харламова клюшкой по задней части колена больной ноги. Однако последний отказывается покинуть игру, несмотря на угрозу стать инвалидом, и возвращается на лёд. В конце матча Валерий, несясь с шайбой к воротам канадцев, падает от боли, но, падая, делает голевую передачу, после которой в ворота канадцев влетает седьмая шайба. По окончании матча Фил Эспозито говорит Харламову, что поражён его игрой, скоростью и двумя голами.
Эпизодично показывается почти телепатическая связь между тренером Тарасовым, который переживает за матч, будучи в осенней Москве, и спортсменами на арене стадиона. Параллельно Харламову представляется коррида.
Сборная СССР забивает ещё несколько шайб при активном участии Харламова и одерживает победу со счётом 7:3.

## В ролях
| Актёр                     | Роль                                                                          |
| ------------------------- | ----------------------------------------------------------------------------- |
| Данила Козловский         | Валерий Харламов нападающий сборной СССР                                      |
| Светлана Иванова          | Ирина Сергеевна Смирнова будущая жена Валерия Харламова                       |
| Олег Меньшиков            | Анатолий Тарасов главный тренер хоккейной команды ЦСКА и сборной СССР         |
| Борис Щербаков            | Борис Сергеевич Харламов отец Валерия Харламова                               |
| Нина Усатова              | врач                                                                          |
| Роман Мадянов             | Владимир Альфер тренер команды «Звезда» (Чебаркуль)                           |
| Дарья Екамасова           | Татьяна Харламова сестра Валерия Харламова                                    |
| Гёц Отто                  | Фил Эспозито центральный нападающий сборной Канады                            |
| Андрей Рунцо              | Бобби Кларк центральный нападающий сборной Канады                             |
| Тодд Дженсен              | Гарри Синден главный тренер сборной Канады                                    |
| Владимир Меньшов          | Эдуард Михайлович Балашов куратор хоккея из ЦК КПСС - прототип Г.М.Рогульский |
| Алехандра Грепи           | Бегония, мать Валерия Харламова (роль озвучила Ольга Остроумова)              |
| Александр Харламов        | Влад хоккеист команды «Звезда»                                                |
| Александр Лобанов         | Александр Гусев (в фильме — Гуськов) защитник сборной СССР                    |
| Александр Рагулин-младший | Александр Рагулин защитник сборной СССР                                       |
| Денис Сердюков            | Александр Мальцев центральный нападающий сборной СССР                         |
| Валентин Смирнитский      | Сергей Павлов председатель Спорткомитета СССР                                 |
| Никита Емшанов            | Алексей хоккеист команды «Звезда»                                             |
| Артём Федотов             | Владимир Петров центральный нападающий сборной СССР                           |
| Сергей Генкин             | Борис Кулагин тренер сборной СССР                                             |
| Павел Никитин             | Николай Озеров советский спортивный комментатор                               |
| Андрей Попков             | североамериканский спортивный комментатор                                     |
| Александр Яковлев         | Всеволод Бобров старший тренер сборной СССР                                   |
| Тимур Ефременков          | Борис Михайлов крайний нападающий сборной СССР                                |
| Александр Пахомов         | Владислав Третьяк вратарь сборной СССР                                        |
| Даниэль Ольбрыхский       | Януш Петелицки менеджер НХЛ                                                   |
| Татьяна Харламова         | администратор спорткомплекса «Лужники»                                        |
| Нина Гребешкова           | баба Саша                                                                     |
| Юрий Беркун               | Олег Белаковский врач сборной СССР                                            |
| Борис Макаров             | Леонид Брежнев Генеральный секретарь ЦК КПСС                                  |
| Анна Аршава               | соблазнительница из ресторана в Чебаркуле                                     |
| Хавьер Альсина            | Хосе дядя Валерия Харламова                                                   |
| Александр Числов          | алкоголик в КПЗ                                                               |
| Анастасия Лебедева        | Таня Харламова (в детстве) сестра Валерия Харламова                           |

## Производство

### Подготовка
Ещё на этапе подготовки сценария «Легенды № 17» на телеэкран вышел художественный фильм Юрия Королёва (Стааля) «Валерий Харламов. Дополнительное время» (2007), резко раскритикованный сыном Валерия — Александром Харламовым, сотрудничавшим с авторской группой «Легенды».
Александру Гусеву не понравился первоначальный сценарий: «…читаю, читаю. Получается, будто мы с Валеркой в Чебаркуле только за бабами увивались да водку пили. Я возмутился. И меня вычеркнули. Вписали Гуськова. Но и сценарий, слава богу, подчистили».
На роль Валерия Харламова был выбран Данила Козловский, внешнее сходство которого с реальным героем фильма заметила даже тёща Харламова.
Данила Козловский снимался в реальной куртке Валерия Харламова, а кулон на шее героя Данилы Козловского в фильме был создан на основе кулона дочери Харламова, идентичного реальному кулону Харламова.

### Съёмки
Съёмочный период картины составил 74 дня. Все сцены в Испании были сняты за 4 дня.
Начальные сцены фильма с тренировками в Москве, где Тарасов впервые замечает Харламова, снимались во Дворце спорта и культуры города Новополоцка (Беларусь).
Эпизоды спортивных событий с участием Олега Меньшикова в роли Анатолия Тарасова снимались в московском дворце спорта «Крылья Советов» в Сетуни.
Съёмки первого матча в серии товарищеских хоккейных встреч сборных СССР и Канады проходили в спортивном комплексе «Минск-Арена».
Продюсер фильма Леонид Верещагин объяснил выбор места съёмок этого эпизода тем обстоятельством, что к тому моменту спортивной арены «Монреаль-Форум», где проходил исторический матч 1972 года, уже не существовало, а «Минск-Арена» была построена по его чертежам.
В качестве здания аэропорта в фильме было использовано здание Московского городского дворца детского творчества на Воробьёвых горах.
Съёмки матчей хоккейного турнира Олимпийских игр 1972 года в Саппоро проходили 22—24 августа 2011 года в Белоруссии, на ледовой арене спорткомплекса «Бобруйск-Арена».

## Премьерный тур по городам России и премьера в Москве
Впервые картина была показана широкой публике 12 марта 2013 года в рамках Российского международного кинорынка. Лента получила замечательные отзывы от профессионалов кинобизнеса — представителей кинотеатров, прокатчиков и киножурналистов.
Первый показ фильма для рядовых зрителей состоялся 4 апреля 2013 года в Омске. Предваряла его встреча любителей кино и хоккеистов МХЛ с исполнителем главной роли — актёром Данилой Козловским. По тому же сценарию (творческая встреча с Козловским и показ) 5 апреля прошли премьеры в Новосибирске, 9 апреля — в Уфе, 14 апреля — в Казани. 10 апреля при аншлаге прошла гала-премьера в столичном кинотеатре «Октябрь».

## Специальный показ для юниорской сборной по хоккею
17 апреля 2013 года в Сочи Владимир Путин посетил специальный предпремьерный показ фильма, который был организован в преддверии Чемпионата мира по хоккею с шайбой среди юниоров. Помимо юных спортсменов, на премьеру были приглашены ветераны сборной СССР по хоккею с шайбой (Борис Михайлов, Владимир Петров, Владислав Третьяк, Вячеслав Фетисов), Татьяна Тарасова, министр спорта Виталий Мутко, министр обороны Сергей Шойгу и другие видные деятели из мира спорта, культуры и политики. Представили картину её создатели — продюсеры Леонид Верещагин, Антон Златопольский и Александр Харламов, а также режиссёр Николай Лебедев и актёр Данила Козловский.
Фильм главе государства и его гостям понравился. Путин отметил, что «Легенда № 17» — хорошее кино, которое непременно найдёт своего зрителя и среди любителей спорта, и среди тех, кто гордится достижениями нашей страны. Достоинства фильма также отметили Владислав Третьяк, Владимир Петров, Татьяна Тарасова.
Кинокритик Елена Стишова отмечает, что после показа фильма «строгая Татьяна Тарасова прилюдно отвесила поясной поклон съёмочной группе — образ её отца, великого тренера Анатолия Тарасова, созданный Олегом Меньшиковым, она сочла грандиозной работой».

## Отзывы, оценки и рейтинги
Фильм получил одобрение и высокие оценки от подавляющего большинства российских критиков и изданий о кино: из 50 рецензий на него более 40 были положительными и только 4 — отрицательными. «Легенду № 17» похвалили журналы «Empire», «Афиша», газета «Труд», сайты «ru.ign.com», «Colta.ru», «Газета.ru». Среди немногочисленных рецензентов, резко осудивших фильм, был Андрей Бодров в газете «Советский спорт». Резко отрицательно отозвался о фильме и лучший друг Валерия Харламова — Александр Николаевич Мальцев.
Авторы негативных рецензий отметили идеализацию и мифологизацию образа Харламова, вольное обращение сценаристов с историческими фактами и хронологией событий, карикатурное изображение канадских игроков, политизированность и присутствие пропагандистских штампов.
Кинокритик Елена Стишова считает, что «адреналин — вот ключевое слово для картины Николая Лебедева» и отмечает, что «успех „Легенды…“ жёстко тестирует душевные дефициты „молчаливого большинства“. Есть запрос на своего героя, который „один из нас“, на истории „про жизнь“, на happy end не в глянцевом голливудском — в народном понимании: когда всё по справедливости».
Картина вошла в список 100 главных русских фильмов 1992—2013 годов по версии журнала «Афиша». Газета «Комсомольская правда» включила фильм в свой топ-10 лучших российских фильмов десятилетия 2010-х.
В январе 2017 года, согласно подробному аналитическому обзору российского кинематографа компанией «Яндекс» на основе данных российского сайта «КиноПоиск», фильм «Легенда № 17» был назван самым популярным у аудитории портала «КиноПоиск» за первые 15 лет XXI века. Картина получила 147 тысяч пользовательских оценок и стала лидером по среднему рейтингу на «КиноПоиске» — 8,03 балла.

## Награды

### Премия «Золотой орёл»
- Фильм претендовал на премию «Золотой орёл» в одиннадцати номинациях[38] и удостоился шести статуэток[39]:
  - за лучший игровой фильм
  - за лучший сценарий — Михаил Местецкий, Николай Куликов
  - за лучшую мужскую роль второго плана — Владимир Меньшов
  - за лучшую женскую роль второго плана — Нина Усатова
  - за лучшую музыку — Эдуард Артемьев
  - за лучший монтаж — Максим Смирнов, Пётр Зеленов
- Помимо этого, фильм был выдвинут в следующих номинациях:
  - за лучшую режиссёрскую работу — Николай Лебедев
  - за лучшую мужскую роль — Данила Козловский, Олег Меньшиков
  - за лучшую женскую роль — Светлана Иванова
  - за лучшую работу художника-постановщика — Виктор Петров, Владислав Травинский
  - за лучшую работу звукорежиссёра — Алексей Самоделко

Лауреат Гран-при X Кинофестиваля «Волоколамский рубеж».